# Panganilangklauw
De Panganilangklauw (Macronyx aurantiigula) is een zangvogel uit de familie Motacillidae (piepers en kwikstaarten).

## Verspreiding en leefgebied
Deze soort komt voor op de droge savannen van zuidelijk Somalië, Kenia en noordoostelijk Tanzania.